# Kvetnica

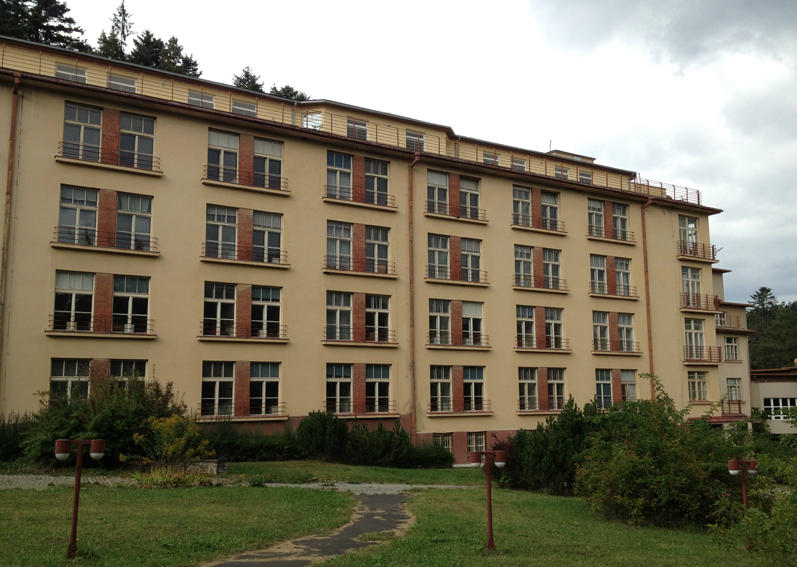
Gebäude der ehemaligen Heilanstalt in Kvetnica

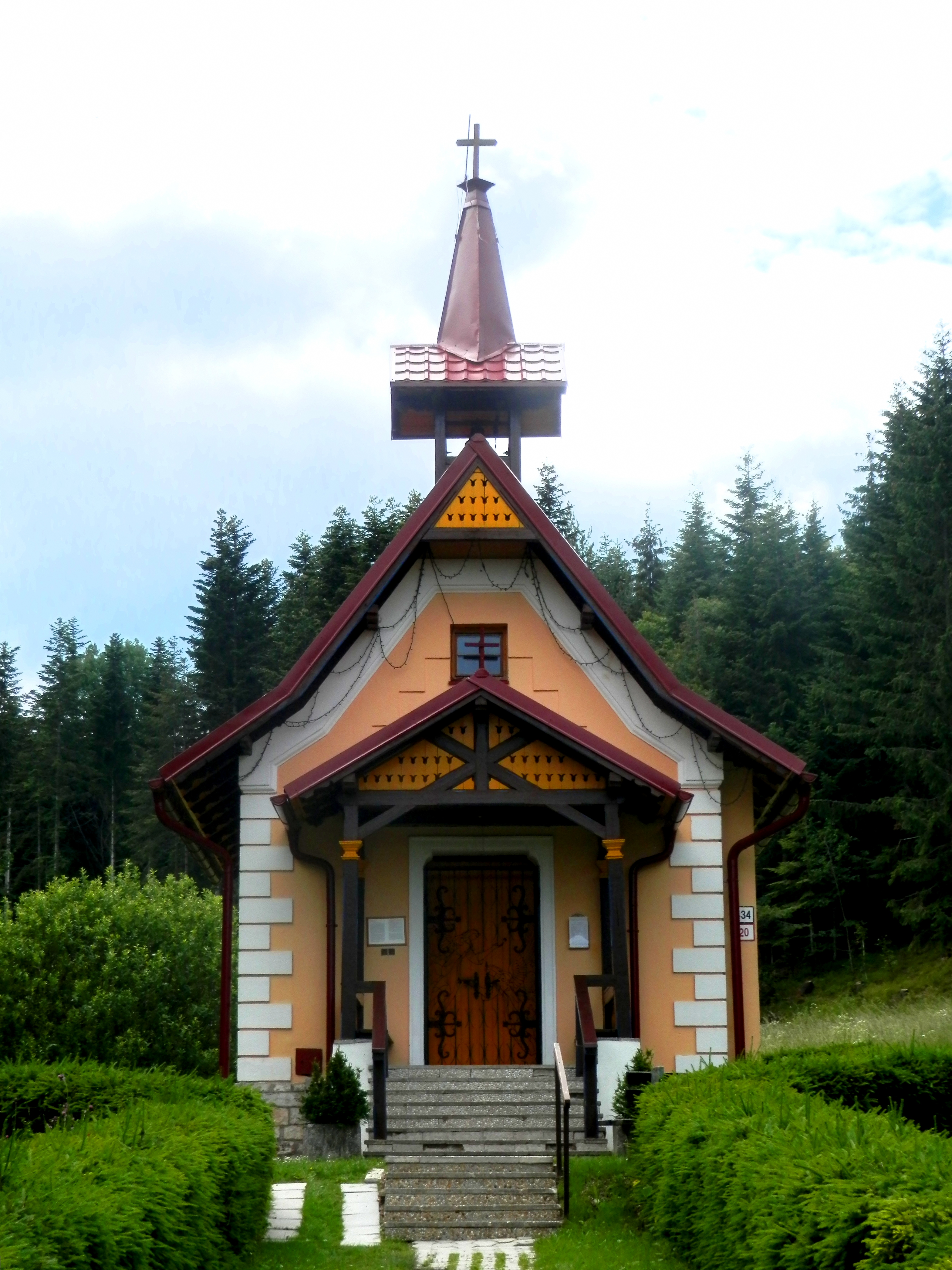
Kirche im Ort

Kvetnica (deutsch Blumental) ist ein Stadtteil von Poprad, Nordslowakei. Er liegt etwa vier Kilometer südlich des Stadtzentrums auf einem bewaldeten Rücken im Gebirge Kozie chrbty, genau auf der Europäischen Hauptwasserscheide.
Unweit des Stadtteils befinden sich Spuren einer kupfersteinzeitlichen Burgstätte der Badener Kultur, später soll es am Hügel Zámčisko eine mittelalterliche Burg gegeben haben. Im 13. Jahrhundert entstand eine Bergbausiedlung, die aber gegen 1462 als verlassen galt. 1880 ließ der Ungarische Karpathenverein am Zámčisko eine kleine Hütte und einen Aussichtsturm errichten, dies gilt auch als der Beginn des modernen Stadtteils, der unter der Schirmherrschaft des damaligen Bürgermeisters von Poprad, Eduard Graff, entstand. Das örtliche Klima begünstigte die Gründung eines kleinen Erholungsorts mit Kaltwasserbehandlung. 1916 befand sich hier ein Militärinvalidenheim, 1920 wurde für Angestellte der ČSD ein Tuberkulose-Sanatorium gegründet, 1932 baute man ein weiteres Sanatorium-Objekt. Seit 1940 bestand eine Heilanstalt zur Behandlung von Atemwegsbeschwerden und Tuberkulose, die in den 1960er Jahren 300 Betten hatte.
Die Heilanstalt wurde 2008 geschlossen und deren Gebäude stehen seither leer. Heute ist Kvetnica vor allem ein Erholungsgebiet für Stadtbewohner von Poprad mit städtischen Wäldern, archäologischen Stätte Zámčisko und einem Tiergehege. Im Stadtteil befindet sich die römisch-katholische Helenakirche aus dem Jahr 1910.